# Кројцерова соната (приповетка)
Кројцерова соната (рус. Крейцерова соната), позната и под преводом Крајцерова соната, приповетка је руског књижевника Лава Толстоја, први пут објављена 1889. Припада његовом позном стваралаштву, то јест, делима у којима је руски књижевник експлицитно критиковао друштво и тематизовао моралне проблеме. Кроз махнито приповедање главног јунака Поднишева непознатом странцу у возу, читалац се упознаје са околностима и разлозима који су га навели да у наступу љубоморе и гађења убије своју жену. Поред оштре критике високог друштва, неједнакости полова и непостојаности брака, Толстој, преко главног јунака Кројцерове сонате, заузима врло негативан став према сексуалности, сматрајући како она код човека побуђује животињске нагоне и подстиче злочине, који се могу обуздати једино добровољном апстиненцијом. Приповетка је насловљена на основу истоимене композиције за виолину и клавир Лудвига ван Бетовена.
Експлицитност теме и чина убиства, оштра критика друштва, као и морална порука изазвале су читав низ контроверзи и проблема Толстоју. Књига је у Руском царству објављена тек након што је Толстојева супруга Софија успела исходити аудијенцију код цара Александра III, који је пристао да се она може, уз посебна ограничења и избацивање појединих делова, продавати по приватним кућама. Кројцерова соната је проблеме са цензуром имала и у другим државама, укључујући и САД, где ју је забранила федерална пошта, а будући председник Теодор Рузвелт је Толстоја назвао краљем аморалних перверзњака. Пошто су многобројни читаоци повезивали ставове о браку изнете у приповеци са Толстојевим браком, Софија Толстој се, такође, нашла увређеном. У свом дневнику је записала: Не знам ни како су ни зашто сви повезали ’Кројцерову сонату’ с нашим брачним животом, али то се десило. Али не само други људи, додала је, И ја у свом срцу знам да је ова прича усмерена против мене, да се страшно огрешила о мене, понизила ме у очима света и уништила последње трагове љубави међу нама. Приповетка је, такође, постала предмет бројних критика његових савременика (укључујући Чехова и Честертона). Из свих ових разлога сматра се једним од најконтраверзнијих Толстојевих књижевних остварења.
Упркос критикама и забранама, Кројцерова соната је постала једна од најпознатијих Толстојевих остварења, хваљена од стране књижевних критичара због експресивне снаге и вештине у осликавању психичког стања љубоморе. На темељу заплета компонован је истоимени балет, постављено неколико позоришних комада и снимљено је неколико филмских и телевизијских екранизација, укључујући и истоимену телевизијску драму приказану у Југославији 1969. у режији Јована Коњовића. Први превод на српски језик начинио је књижевник Милован Глишић, који је изашао 1890, годину дана након оригиналног руског издања. Каснији превод начинио је и Живојин Бошков.